# Jane Ní Dhulchaointigh

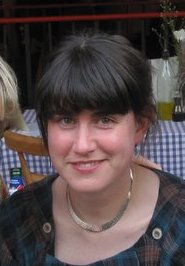
Jane Ní Dhulchaointigh

Jane Ní Dhulchaointigh [d͡ʒɛɪn nʲiːɣʊɫəˈxɰiːnʲtʲɪɟ] (anglisiert Jane Delehanty; geboren in Kilkenny) ist eine irische Designerin und Erfinderin. Sie gewann den Europäischen Erfinderpreis 2018 für kleine und mittlere Unternehmen für Sugru, einen formbaren Klebstoff, der vom Time-Magazine als eine der besten Erfindungen der Welt bezeichnet wurde.

## Leben
Jane Ní Dhulchaointigh wuchs auf einem Bauernhof auf und beschäftigte sich mit der Reparatur zahlreicher Gegenstände. Sie studierte Bildhauerei und zog im Alter von 23 Jahren nach London, um am Royal College of Art Produktdesign zu studieren. Dort hatte sie die Idee zu Sugru, einem formbaren Elastomer, das zum Reparieren von defekten Gegenständen verwendet werden kann. Sie mischte Dichtungsmasse für Badezimmer mit Holzstaubpulver, woraus ein hüpfender Ball entstand, der wie Holz aussah. Sie schloss 2004 ihr Studium mit einem Master of Arts ab.
2005 gründete sie zusammen mit James Carrigan und Roger Ashby das Unternehmen FormFormForm. Sie verbrachte 8000 Stunden im Labor, um das Produkt weiterzuentwickeln, und arbeitete dabei mit Silikonwissenschaftlern zusammen. Ihr erstes Produkt stelle sie beim Electric Picnic vor. Anschließend erhielt sie von der Innovationsstiftung Nesta einen Zuschuss in Höhe von 35.000 £. 2006 sicherten sie sich 250.000 £ von Lacomp PLC., trotzdem ging der Firma im Jahr 2008 das Geld aus. Nun nutzten sie soziale Medien und Crowdfunding, um genügend Geld für den Kauf von Maschinen, die Entwicklung von Verpackungen und die Gestaltung einer Website aufzubringen. Das Produkt wurde schließlich im Dezember 2009 auf den Markt gebracht und war innerhalb von sechs Stunden ausverkauft. In Boing Boing und Wired wurde über sie berichtet. Sie benannte Sugru nach dem irischen Wort súgradh [ˈsuːgrʊ], was so viel wie „Spiel“ bedeutet.

## Karriere

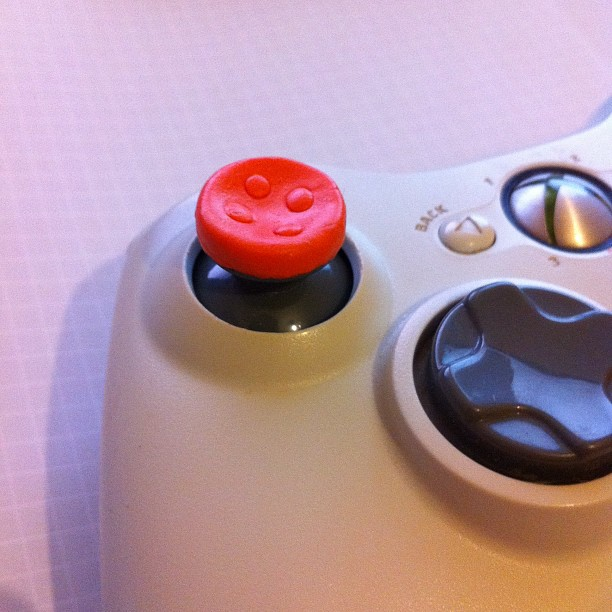
Reparatur des Joysticks eines Xbox-360-Controllers mit Sugru

Inzwischen wird Sugru in über 6000 Geschäften weltweit verkauft. 2010 wurde Sugru vom Time Magazine als eine der besten Erfindungen der Welt bezeichnet. 2012 hielt sie einen Vortrag bei der Ted Konferenz TEDxDublin. Jane Ní Dhulchaointigh wurde 2013 vom London Design Festival zum Design Entrepreneur of the year ernannt. Sie brachte Sugru in der Baumarktkette B&Q im Vereinigten Königreich und in Irland auf den Markt und nutzte ein YouTube-Video, um ihren Kunden ihr Produkt vorzustellen.
2013 wurde Sugru auf allen sieben Kontinenten verwendet. Sie arbeitete mit der Sugru-Nutzerin Joanne zusammen, die keine Finger mehr an der linken Hand hatte, aber an einem Ultramarathon teilnehmen wollte und dazu ein mit Hilfe von Sugro modifiziertes Paddel baute. Jane Ní Dhulchaointigh wurde von EY als eine der Top-Unternehmerinnen des Jahres ausgewählt. Ferner wurde sie eingeladen, bei 99U im Lincoln Center for the Performing Arts eine Keynote zu halten. In ihrer Keynote The Magic Is in the Process (Die Magie liegt im Prozess) ging sie auf den sechsjährigen Entwicklungsprozess ein. Gemeinsam mit dem Fechtausrüstungshersteller Leon Paul entwickelte sie einen Florettgriff für Fechter. Im Jahr 2014 wurde Sugru von The Guardian als Wundermaterial bezeichnet. Der Jahresumsatz von FormFormForm wurde 2016 auf 3,6 Millionen Pfund geschätzt.
Jane Ní Dhulchaointigh sprach 2017 auch auf dem InspireFest, wo sie schätzte, dass Sugru zum Reparieren von mehr als zehn Millionen Gegenständen verwendet wurde. Außerdem entwickelte die Firma eine neue Formulierung, die auch für Kinder geeignet ist. 2018 gewann man den Europäischen Erfinderpreis für kleine und mittlere Unternehmen. Damit war sie die erste Irin, die in einen Europäischen Erfinderpreis gewonnen hatte. Das Unternehmen wurde 2018 für 7,6 Millionen Pfund an Tesa verkauft. Außerdem beteiligt sie sich an der Awesome Foundation, die jeden Monat 1000 Pfund für eine andere Idee spendet.